# 世界女人奇譚
《世界女人奇譚》（義大利語：La donna nel mondo）是一部1963年的意大利殘酷紀錄片，由電影製片人瓜爾蒂耶羅·亞科佩蒂、保羅·卡瓦拉和佛朗哥·普羅斯佩里編劇和導演。繼第一部殘酷紀錄片《非人生活》于1962年3月30日在義大利首映并取得國際票房成功後，該片於十个月后的1963年1月30日匆忙上映。英语版的旁白是皮特·乌斯蒂诺夫。
《世界女人奇譚》沿袭了第一部影片的原构思模式，主要由第一部影片的剩余片段组成，同样是一系列游记式的小插曲，提供了世界各地女人生活的一瞥，目的是让西方电影观众感到震惊或惊讶。然而，与前一部影片没有特定的中心主题，而是以万花筒的方式展示令人震惊的内容不同，第二部影片在营销上直接承诺展示女性的肉体和神秘以及异国情调的性習慣。与第一部影片一样，尽管影片自称是一部真正的纪录片，但其中描述的许多场景都是伪造或经过创造性处理的。

## 内容

### 以色列、伊瓦岛、澳大利亚
影片以穿著制服的軍人開始，他們參加了城市街道上的節慶遊行，凝視著街道兩旁的婦女。影片继续以军事为主题，以色列女兵與男兵一起服役，享受裸體沐浴。然後，在數千公里的另一個方向上，距離新幾內亞大陸200公里（130英里），曾經擔任上校軍銜的退役蘇格蘭人羅傑·霍普金斯，和他的84個年齡約13至18歲的「妻子」，以及他們的52個孩子，住在熱帶的伊瓦岛。在澳大利亚海岸附近的另一個溫暖的島嶼上，没有女性，岛上的男性正在捕杀誘人的儒艮。

### 巴黎、拉文納、瑞典、巴布亚新几内亚、中國
焦點轉向歐洲，法國夏季的行為也讓氣溫升高，巴黎七月的巴士底日慶祝活動包括街頭陌生人之間激烈的公開接吻。然後，前往義大利，在拉文納市，15世紀雇佣兵队长圭達雷洛·圭達雷利的軍事雕像成为排队参观的女性无休止亲吻的对象。在对妇女在宗教中的从属地位的简短回顾中，瑞典唯一的女牧師正在主持彌撒。然後焦點回到巴黎，觀看歡迎男同性戀和女同性戀的卡巴萊。重返遙遠的巴布亚新几内亚叢林，同性戀部落男子一邊打扮自己一邊搔首弄姿，而部落婦女則在做著無休無止的家務活。回到法國，在裸體主義的勒旺岛上，身体被完全展示出来，而在中國，女性因為害怕陽光傷害皮膚，會穿著浅薄的長袍在戶外洗澡。

### 新幾內亞、撒丁島、戛纳电影节、好萊塢、日本、马来西亚
再次來到新幾內亞，當地婦女試圖透過在泥土中沐浴來使皮膚不那麼黑。在義大利大岛撒丁島上，葬礼仪式因女性的付费哀悼而变得更加隆重，而回到熱帶島嶼上，大溪地島的女性則開始了性感的舞蹈表演。然後，再看看法國，小明星們參加戛纳电影节的年度例行活動，她們脫得只剩下最短的比基尼，在摄影师面前摆好姿势。好莱坞的美国女星们则在等待大红大紫的过程中，不惜从事任何工作，如开电梯或加油。一位攝影師為無數女性拍攝了無數照片，以便將她們的特徵融合成一個完美的樣本。
相比之下，日本女性则通过外科手术改善眼睛来追求完美。在美國，使乳房顯得更加突出的橡膠「胸襯」是一個巨大的產業。回到東南亞，马来西亚村民真實地模擬了孩子母親分娩過程中的陣痛。

### 汉堡、斯德哥尔摩、南義大利、悉尼、美國、檀香山、拉斯维加斯
接下來，歐洲的性成為人們關注的焦點，德國妓女在汉堡紅燈區的公寓大樓裡向路人招手，而在瑞典，斯德哥尔摩一所學校的宿舍裡正忙著親密活動，而在該國其他地區，十幾歲和二十歲出頭的女孩搭便車，接受好色男司機的載送。在義大利南部，宣读结婚誓言后就会立即发生性行为，而同一地區「名譽掃地」而死的女性則不允許被埋葬在有標記的墳墓中。在澳大利亚，體育寡婦協會（Sporting Widows Association）会在悉尼公墓的草坪上打保龄球，在美國，汽车是年轻女性最喜欢的失身场所，檀香山一座特制的树屋是度蜜月的人度过初夜的热门地点，在拉斯维加斯的花花公子牧場，牛仔們有拜訪和安慰/招待去那裡完成離婚的婦女的習慣。

### 日本、華盛頓、纽约、新加坡、香港、肯尼亚、婆罗洲、阿拉伯沙漠、新西兰、瑞士、中東、盧爾德
在日本，获取海藻和珍珠的危險潛水是由女性進行的，而在美國，在工作中可以看到有權勢的女性——美国财政部司库伊莉莎白·魯德爾·史密斯每天檢查铸印局，纽约的一位女银行行长主持银行董事会议。回到東南亞，新加坡的妇女俱乐部向夜班生產力最高的員工頒發絲帶，而香港的賣淫則受到女警的打擊。在遥远的异国他乡，马赛部落成員接受肯尼亚传教士修女的洗礼，欧洲时尚选美会让当地妇女感到困惑，婆罗洲丛林中的妇女身上刻上纹身，而整形外科醫生則在渴望改善外表的歐洲女性的肉体上开刀。在阿拉伯沙漠中，貝都因部落的婦女們抱著類似的希望，將骆驼分泌物塗抹在臉部皮膚上。在新西兰毛利人的分娩仪式中，男人们会在孩子的母亲分娩时表演危险的壮举。仍以分娩为主题，瑞士一家诊所正在进行无痛分娩指导。阿拉伯衝突地區的婦女冒著生命危險跑到戰場上收集彈片，然後把它們当成廢金屬卖掉，賺到少量的錢來養活自己的孩子。最後，因沙利度胺藥物而導致畸形的兒童與她們痛苦的母親在一起，而其他垂頭喪氣的母親則前往盧爾德朝聖，祈求上帝治愈她們孩子的病。

## 獻給貝琳達·李
在片头以及介绍戛纳电影节的片段中，播放了1955年戛纳电影节上英国少女、意大利剥削电影女主演貝琳達·李的片段，她於兩年前在1961年3月的一場車禍中去世，同时受伤的还有電影的編劇/製片人瓜爾蒂耶羅·亞科佩蒂（與她有私人關係）和保羅·卡瓦拉。片头字幕的最后一段是献词：“献给贝琳达·李，在这漫长的旅途中，她用爱陪伴并帮助了我们”。